# Octavarium
Octavarium (МФА: [ɒk.tɛ.vɛ.ɹi.əm])  — восьмий студійний альбом американського прогресив-метал-гурту Dream Theater. Альбом був випущений 7 червня 2005 року на лейблі Atlantic Records. Запис альбому проходив з листопада 2004 року по лютий 2005 року в нью-йоркській студії The Hit Factory, для якої він став останньою записаною роботою — з першого квітня 2005 року компанія припинила ведення справ. У ході роботи над матеріалом для диску гурт вирішив створити класичний альбом Dream Theater. Octavarium  — перший реліз гурту, особливістю якого стала участь у записі оркестру. За основу для концепції альбому колектив взяв поняття октави.
Octavarium досяг високих позицій у хіт-парадах різних країн. Так, у Фінляндії, Італії та Швеції він увійшов до п'ятірки найкращих альбомів, а в Нідерландах, Польщі та Норвегії  — в десятку. Критики переважно позитивно поставилися до роботи Dream Theater і, попри те, що деякі пісні були названі суперечливими, похвалили музичне розмаїття альбому. Для просування альбому гурт здійснив всесвітній гастрольний тур, що тривав один рік. Особливістю концертів, більшість з яких тривали майже три години, стало виконання різних сет-листів. Тур завершився концертом на майданчику Radio City Music Hall, де гурт зіграв у супроводі оркестру. Запис цього виступу пізніше став основою для концертного альбому та відео, які отримали назву Score. Dream Theater спільно з Megadeth стали хедлайнерами туру «Gigantour», що пройшов у Північній Америці 2005 року.

## Запис

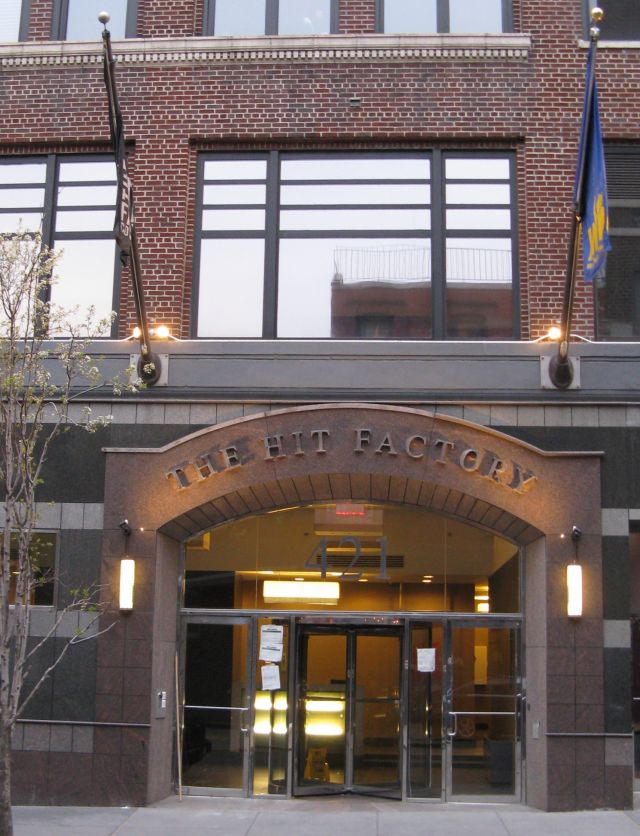
Вхід до студії The Hit Factory

По завершенні північноамериканського туру в підтримку Yes — одного з гуртів, які найбільше вплинули на Dream Theater, — колектив зробив двомісячну перерву. У листопаді 2004 року гурт зібрався в нью-йоркській студії The Hit Factory для того, щоб почати роботу над восьмим студійним альбомом. The Hit Factory готувалася до закриття, і Dream Theater став останнім гуртом, який працював в студії, де до цього записувалися такі музиканти, як Майкл Джексон, Мадонна, U2 та Джон Леннон.
Записавши концептуальний Metropolis Pt. 2: Scenes from a Memory, подвійний Six Degrees of Inner Turbulence та метал-орієнтований Train of Thought, гурт вирішив записати «класичний альбом „Dream Theater“». За словами клавішника гурту Джордана Рудесса, гурт доклав багато зусиль до створення цього альбому. Також він описує диск як «той, що зазнав впливу різних стилів». Для Octavarium гурт хотів створити менш складну музику, представивши пісні, які, на думку Рудесса, простіше оцінити, хоч він і вказує на те, що двадцятичотирьоххвилинний заголовний трек не дуже доступний для сприйняття. Гітарист Джон Петруччі зазначив, що гурт хотів зосередитися на написанні сильних пісень. Щоб добитися цього, під час написання пісень музиканти розкладали звук для фортепіано, гітари та вокалу, концентруючись на мелодіях та структурі пісень.
Ударник Dream Theater Майк Портной відкинув претензії, що Octavarium був спробою створити в більшій мірі комерційний альбом. Він заявив, що гурт просто «має таку точку зору. Ми любимо гурти на кшталт U2 та Coldplay, також нам подобаються більш короткі пісні». Портной зауважив, що деякий час після релізів Six Degrees of Inner Turbulence та Train of Thought гурт не писав альбомів з короткими композиціями. За його словами, написання тривалих пісень дається гуртові легше, ніж коротких, і колектив не намагався писати хіти для радіо, оскільки «лейбл все одно з них нічого не отримав би».
У фрагменті «Overture» з альбому Six Degrees of Inner Turbulence гурт використовував оркестрові елементи, створені за допомогою синтезатора. При записі треків «The Answer Lies Within», «Sacrificed Songs» і «Octavarium» гурт вперше працював з оркестром, диригентом якого був Джамшид Шаріф, який навчався в Музичному коледжі Берклі в той же час, що Портной, Петруччі та Джон Маянґ. Оркестр вибирався, виходячи з його здатності грати по нотах так, щоб всі партії можна було записати максимум у два підходи, навіть якщо музика і не була знайома музикантам раніше.

## Концепція
Починаючи роботу над новим альбомом, Портной зауважив, що він стане восьмою студійною роботою гурту та вийде услід за недавно випущеним п'ятим концертним альбомом Live at Budokan. Ця послідовність відповідає октаві на музичній клавіатурі: кожна октава складається з восьми бекарів та п'яти альтерацій. Портной натякнув, що саме на цій концепції буде заснований альбом. Записуючи його, гурт призначив для кожної пісні свою тональність. Звукові ефекти застосовувалися таким чином, щоб пісні були пов'язані одна з одною. Наприклад, пісня «The Root of All Evil», написана в тональності фа мажор, пов'язана з написаною в соль мажорі «The Answer Lies Within» ефектом в тональності фа-дієз мажор. Тексти пісень та їхні назви також містять відсилання до описаної концепції. Портной навів як приклад заголовки «The Root of All Evil» (відсилання до музичного терміну «основний тон» [англ. root]) та «Octavarium» (від слова «октава» [англ. octave]).
«The Root of All Evil» — перша пісня Octavarium — починається з тієї ж ноти, якою завершується «In the Name of God»  — останній трек попереднього альбому Train of Thought. Трек «As I Am», що відкриває Train of Thought, починається з ноти, якою закінчується однойменний та останній трек альбому Six Degrees of Inner Turbulence, а сам Six Degrees… у свою чергу починається з шуму, який завершує «Finally Free» — фінальну пісню альбому Scenes from a Memory. На все це Портного надихнув альбом Women and Children First американського гурту Van Halen, заключна пісня в якому завершується поступово згасаючим новим рифом. Портной згадав, що очікував почути на початку наступного альбому Van Halen той заключний риф, проте засмутився, оскільки цього не сталося. Пізніше він зрозумів, що «вирив яму, в якій ми чекаємо цього кожного разу». У Octavarium Портной вирішив цю проблему, зацикливши альбом таким чином, щоб остання пісня завершилася моментом, з якого почалася перша. Тим самим гурт отримав можливість почати наступний альбом по-новому.

### Зміст

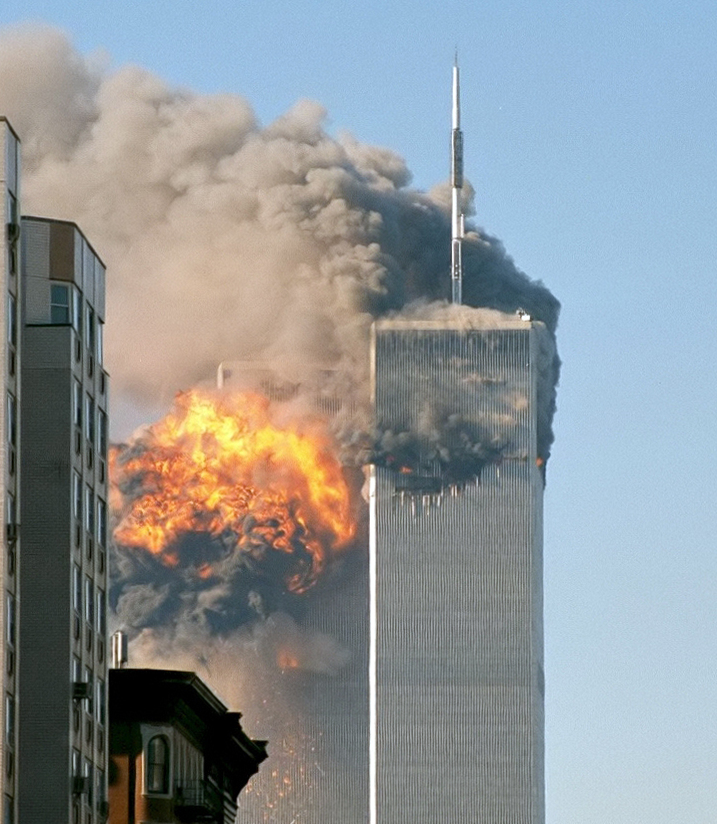
Текст пісні «Sacrificed Sons» пов'язаний з терактами 11 вересня.

«The Root of all Evil» — третя частина Twelve-step Suite, серії пісень з різних альбомів Dream Theater, заснованої на досвіді відвідування Майком Портним спільноти анонімних алкоголіків. Пісня містить шосту та сьому частини серії: «Ready» та «Remove». «The Answer Lies Within» і «I Walk Beside You» — найкоротші пісні в альбомі. Рудесс загострив увагу на них як на піснях, прийнятних для радіо, але вірних стилю Dream Theater.
Пісню «Never Enough» Портной написав, зазнаючи нападів фанатів Dream Theater, витівками яких він був незадоволений. Він заявив, що перебування в постійному відриві від батьківщини заради приділення більшої уваги шанувальникам засмутило його. Його збентежило, що, незважаючи на незліченні дні і ночі, витрачені на складання сет-листів та проведення репетицій, деякі фанати все ще скаржилися на те, що під час концерту вони не почули «Pull Me Under». «Це розчаровує та зводить з розуму», — сказав він.
Десятихвилинна «Sacrificed Sons» — друга за тривалістю пісня в альбомі. Її текст, написаний Джеймсом Лабрі, пов'язаний з терактами 11 вересня. Рудесс зазначив, що гуртові приносить задоволення писати на більш серйозні теми, ніж любов. Лабрі сказав, що під час роботи над текстом пісні виникло багато спірних моментів щодо формулювань та того, наскільки прямолінійними вони повинні бути.
Найтривалішою піснею альбому — двадцять чотири хвилини — став заголовний трек. Петруччі заявив, що гурт хотів написати епічну тематично розвинену пісню з використанням оркестру. Гурт відчував сильний вплив таких прогресив-рок колективів, як Genesis, Yes, Pink Floyd. Виконуючи інструментальний вступ, який найбільшою мірою демонструє вплив пінкфлойдівської «Shine On You Crazy Diamond», Рудесс використовував леп-стіл гітару та континуум. На додачу, в текстах пісень міститься безліч відсилань до інших прогресив-рок пісень.

### Оформлення
Оформленням альбому займався канадський художник Хью Сайм. Ідея зобразити на обкладинці величезний маятник Ньютона народилася в суперечці Сайма з Портним, коли вони розмовляли про те, як при написанні музики створюються або кластери, або тризвуки, і про те, що для всякої дії існує протилежна їй. В оформленні зустрічається безліч посилань до чисел «п'ять» та «вісім», що лежать у основі концепції альбому. Наприклад, на обкладинці зображені п'ять птахів та маятник Ньютона з вісьмома підвішеними кулями, які візуально формують одну октаву, створену клавішами фортепіано — кулі являють собою подобу білих клавіш, а птахи чорних. Пейзаж на обкладинці складений з краєвидів Індіани та Лейк-Дистрикт.

## Реліз
За тиждень до запланованого виходу Octavarium Портной відключив офіційний форум Dream Theater. За повідомленням видання Blabbermouth.net, це було зроблено щоб уникнути витоку альбому. Портной заявив, що пішов на такий крок, щоб посилити передчуття майбутнього релізу, хоча і зазначив, що прохання гурту утриматися від передчасного поширення інформації та витоків не були почуті.
Octavarium вийшов 7 червня 2005 року і став останнім альбомом групи, записаним на Atlantic Records, завершивши тим самим 14-річний контракт. Незважаючи на те, що група в останні роки отримала творчу свободу, вона була не задоволена заходами лейбла по просуванню альбому. 2005 року Портной випустив DVD Drumavarium, що відобразив процес запису ударних для Octavarium. Рудесс включив фортепіано-версію пісні «The Answer Lies Within» у свій альбом Notes on a Dream, випущений 2009 року. Пісня «Panick Attack» доступна у відеогрі Rock Band 2 як надскладна в режимі для баса та ударних.

### Реакція на альбом
Octavarium досяг високих позицій у хіт-парадах різних країн. Так, у Фінляндії, Італії та Швеції він увійшов до п'ятірки найкращих альбомів, а в Нідерландах, Польщі та Норвегії — в десятку. Критики переважно позитивно прийняли роботу. Джастін Донеллі з Blistering похвалив альбом за «різноманітність, мелодійність і міць в один і той же час» та оцінив його як один з найкращих релізів Dream Theater. Особливої похвали з його боку удостоївся заголовний трек, названий ним «новою класикою Dream Theater». Billboard визнав зусилля гурту з написання коротших пісень і використання тепліших інструментальних текстур, що заслуговують на відмінну оцінку, при цьому видання особливо похвалило «The Root of all Evil», «These Walls» і «I Walk Beside You».
Харлі Карлсон з MetalRewiew.com відгукнувся про альбом як про «вдало продемонстровану здатність гурту створювати емоційну музику», хоча й зауважив, що «безумовно є щось, що гурт упустив». Вік Бансал з musicOMH похвалив пісні «Never Enough», «Panic Attack» і «Sacrificed Sons», а про «The Root of All Evil» відгукнувся як про «Dream Theater в числах». Він розкритикував альбом за «роздутість», хоча і зазначив, що любителям A Change of Seasons диск сподобається. Грег Претт з Exclaim! похвалив виконання та оформлення, але сказав, що «в альбомі немає нічого хвилюючого або такого, що хоч трохи чіпляє; значна частина диска звучить як простий радіо-рок від гурту старих приятелів з місцевого бару». Він зазначив, що, незважаючи на присутність тривалих пісень, альбом звучить «як 76 хвилин наддраматичного року».
На думку Донеллі, Octavarium знаходиться десь «між Images and Words, Six Degrees of Inner Turbulence та Train of Thought». Карлсон заявив, що альбом ближче всього до Falling Into Infinity та Metropolis Pt. 2: Scenes from a Memory, але він набагато менш складний. Теммі Ла Горс з Allmusic, зауважив, що «гострота пост-хардкору — назвемо її стрибком в 2005 — порушила їх клятву вірності театральному важкому року… Що змінилося — це намір Dream Theater підтвердити свою репутацію класиків андеграундного прогресив-року, і це здається своєчасним». У деяких піснях критики відзначили сильний вплив Muse.

## Тур

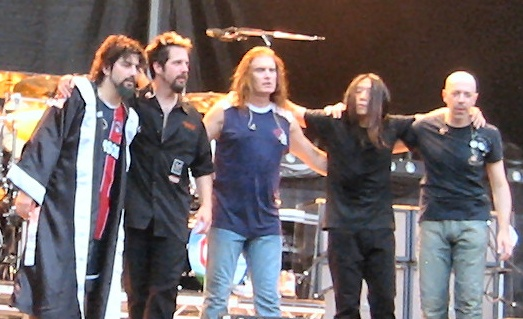
Dream Theater після паризького концерту в рамках першої частини європейського турне 2005 року. Зліва направо: Майк Портной, Джон Петруччі, Джеймс Лабрі, Джон Маянґ та Джордан Рудесс

Dream Theater почали тур в підтримку Octavarium 10 червня 2005 року з рок-фестивалю в шведському Сельвесборзі. У тому ж році Dream Theater спільно з Megadeth були хедлайнерами в північноамериканському турі Gigantour, що проходив з 21 липня по 3 вересня. Виступ гурту в Монреалі було записано та випущено концертним альбомом 22 серпня та відео-альбомом 5 вересня 2006 року, обидва видання отримали назву Gigantour. Основний Octavarium-тур розпочався у вересні у Фінляндії, де гурт показав, що продовжує давати концерти в традиційному для нього форматі «вечір з Dream Theater». Це означало, що гурт буде грати майже тригодинні шоу кожного разу з різними сет-листами. Тривале поєднання інтерв'ю, репетицій та зустрічей з фанатами викликало у гурту фізичне й емоційне виснаження.
Гурт дав по два поспіль нічних концерти в Амстердамі та Лондоні. В обох містах на другому концерті був повністю відіграний альбом The Dark Side of the Moon гурту Pink Floyd. Тереза Томасон, що раніше співала на Scene from a Memory, заспівала «The Great Gig in The Sky». Лондонський виступ було видано як концертне відео 2006 року на YtseJam Records Майка Портноя. На концертах в Токіо та Осаці гурт виконав кавери на всі пісні з альбому Deep Purple Made in Japan; запис кожного з них увійшов в концертний альбом, в 2007 році також виданий YtseJam Records.
Свій двадцятилітній ювілей гурт відсвяткував, виконавши 1 квітня 2006 року останній концерт туру в нью-йоркському концертному залі Радіо-сіті. Друга половина концерту пройшла у супроводі оркестру з тридцяти осіб, диригентом тоді виступив Джамшид Шаріф. Виступ був записаний та виданий 29 серпня 2006 року концертним альбомом та відео Score на Rhino Records.

## Список композицій
Автор музики Dream Theater. 
| #     | Назва | Автор слів                                            | Тривалість |
| ----- | --- | ----------------------------------------------------- | ---------- |
| 1.    | «The Root of All Evil» - VI. «Ready» - VII. «Remove»                                                                | Майк Портной                                          | 8:07       |
| 2.    | «The Answer Lies Within»                                                                                            | Джон Петруччі                                         | 5:26       |
| 3.    | «These Walls» | Джон Петруччі                                         | 6:59       |
| 4.    | «I Walk Beside You»                                                                                                 | Джон Петруччі                                         | 4:29       |
| 5.    | «Panic Attack» | Джон Петруччі                                         | 7:16       |
| 6.    | «Never Enough» | Майк Портной                                          | 6:33       |
| 7.    | «Sacrificed Sons»                                                                                                   | Дж. Лабрі                                             | 10:42      |
| 8.    | «Octavarium» I. «Someone Like Him» II. «Medicate (Awakening) » III. «Full Circle» IV. «Intervals» V. «Razor's Edge» | Джон Петруччі Джеймс Лабрі Майк Портной Джон Петруччі | 24:00      |
| 72:32 | |                                                       |            |

## Позиції в чартах
| Країна             | Вища позиція | Д.     |
| ------------------ | ------------ | ------ |
| Австрія            | 35           | [ 2 ]  |
| Бельгія (Валлонія) | 48           | [ 2 ]  |
| Бельгія (Фландрія) | 70           | [ 2 ]  |
| Велика Британія    | 72           | [ 35 ] |
| Німеччина          | 15           | [ 36 ] |
| Данія              | 38           | [ 2 ]  |
| Іспанія            | 31           | [ 2 ]  |
| Італія             | 2            | [ 2 ]  |
| Канада             | 15           | [ 35 ] |
| Нідерланди         | 9            | [ 2 ]  |
| Норвегія           | 9            | [ 2 ]  |
| Польща             | 8            | [ 36 ] |
| Португалія         | 15           | [ 2 ]  |
| США                | 36           | [ 37 ] |
| Фінляндія          | 2            | [ 2 ]  |
| Франція            | 18           | [ 2 ]  |
| Чехія              | 31           | [ 35 ] |
| Швейцарія          | 25           | [ 2 ]  |
| Швеція             | 4            | [ 2 ]  |
| Японія             | 10           | [ 38 ] |

## Учасники запису
| Dream Theater - Джеймс Лабре (англ. James LaBrie) — вокал - Джон Маянг (англ. John Myung) — бас-гітара - Джон Петруччі (англ. John Petrucci) — гітари, бек-вокал - Майк Портной (англ. Mike Portnoy) — ударні, перкусія, вокал - Джордан Рудесс (англ. Jordan Rudess) — клавішні, континуум, леп-стіл гітара | |
| Технічний персонал - Продюсери - Джон Петруччі та Майк Портной - Доуг Оберкірхер (англ. Doug Oberkircher) — інженер - Помічники інженера - Коллін Кулхейн (англ. Colleen Culhane) - Каорі Кіношіта (англ. Kaori Kinoshita) - Райан Сімс (англ. Ryan Simms) - Берт Болдуін (англ. Bert Baldwin) — помічник - Майкл Х. Бройер (англ. Michael H. Brauer) — зведення - Кейт Гері (англ. Keith Gary) — помічник, Pro Tools інженер - Вїлл Хенслі (англ. Will Hensley) — другий помічник - Джордж Марино (англ. George Marino) — мастеринг                                                                        | Менеджмент - Френк Соломон (англ. Frank Solomon) — менеджер - Антрепренер - Стів Мартін (англ. Steve Martin) в США - Дерек Кемп (англ. Derek Kemp) в Європі, Південній Америці та Азії                                              |
| Технічний персонал - Продюсери - Джон Петруччі та Майк Портной - Доуг Оберкірхер (англ. Doug Oberkircher) — інженер - Помічники інженера - Коллін Кулхейн (англ. Colleen Culhane) - Каорі Кіношіта (англ. Kaori Kinoshita) - Райан Сімс (англ. Ryan Simms) - Берт Болдуін (англ. Bert Baldwin) — помічник - Майкл Х. Бройер (англ. Michael H. Brauer) — зведення - Кейт Гері (англ. Keith Gary) — помічник, Pro Tools інженер - Вїлл Хенслі (англ. Will Hensley) — другий помічник - Джордж Марино (англ. George Marino) — мастеринг                                                                        | Оформлення - Х'ю Сайм (англ. Hugh Syme) — художнє керівництво, дизайн, ілюстрування, концепція оформлення - Майк Портной — концепція оформлення - Колін Лейн (англ. Colin Lane) — фотографія - Роб Голд (англ. Rob Gold) — продюсер |
| Оркестр на «Sacrificed Sons» і «Octavarium» - Джамшид Шаріф (англ. Jamshied Sharifi) — диригування, аранжування - Джилл Делль'Абате (англ. Jill Dell'Abate) — постановка - Олена Барер (англ. Elena Barere) — концертмейстер - Скрипка - Кетрін Фонг (англ. Katharine Fong) - Енн Леман (англ. Ann Lehmann) - Кетрін Ліволсі-Штерн (англ. Katherine Livolsi-Stern) - Лора Макгінніс (англ. Laura McGinniss) - Кетрін Ро (англ. Catherine Ro) - Ріки Сортомм (англ. Ricky Sortomme) - Юрій Водовоз (англ. Yuri Vodovoz) - Альт - Вінсент Ліонті (англ. Vincent Lionti) - Карен Дрейфус (англ. Karen Dreyfus) | - Віолончель - Річард Локер (англ. Richard Locker) - Джейн Лебланк (англ. Jeanne LeBlanc) - Памела Склар (англ. Pamela Sklar) — флейта - Валторна - Джо Андерер (англ. Joe Anderer) - Стюарт Роуз (англ. Stewart Rose)              |
| Оркестр на «Sacrificed Sons» і «Octavarium» - Джамшид Шаріф (англ. Jamshied Sharifi) — диригування, аранжування - Джилл Делль'Абате (англ. Jill Dell'Abate) — постановка - Олена Барер (англ. Elena Barere) — концертмейстер - Скрипка - Кетрін Фонг (англ. Katharine Fong) - Енн Леман (англ. Ann Lehmann) - Кетрін Ліволсі-Штерн (англ. Katherine Livolsi-Stern) - Лора Макгінніс (англ. Laura McGinniss) - Кетрін Ро (англ. Catherine Ro) - Ріки Сортомм (англ. Ricky Sortomme) - Юрій Водовоз (англ. Yuri Vodovoz) - Альт - Вінсент Ліонті (англ. Vincent Lionti) - Карен Дрейфус (англ. Karen Dreyfus) | Струнний квартет на «The Answer Lies Within» - Скрипка - Олена Барер - Керол Вебб (англ. Carol Webb) - Вінсент Ліонті — альт - Річард Локер — віолончель                                                                            |